# Jonathan Ferrell
Jonathan Ferrell, un ancien joueur de football professionnel de 24 ans des Florida A&M University Rattlers, a été abattu par le policier Randall "Wes" Kerrick à Charlotte, en Caroline du Nord le 14 septembre 2013,. 
Kerrick a été accusé d'homicide volontaire. 

## Fusillade
Ferrell, un Afro-américain, n'était pas armé au moment où il a été abattu. Il s'est écrasé dans sa voiture, s'est rendu dans une maison du quartier de Bradfield Farms et a frappé à la porte. La résidente, Sarah McCartney, a appelé la police et trois agents sont venus    . Ferrell a ensuite couru vers eux, après quoi l'un des policiers a tiré un coup de pistolet à Ferrell et l'a raté.  Kerrick a ensuite ouvert le feu sur Ferrell, lui tirant dessus douze fois et le tuant.  
Un test de toxicologie du sang de Ferrell a montré qu'il n'était pas intoxiqué illégalement. 

## Poursuite judiciaire
Le lendemain de la fusillade, l'agent Randall "Wes" Kerrick a été accusé d' homicide volontaire et a été libéré de prison sous caution de 45 000 $. 
Le 21 Janvier 2014, un grand jury a refusé de inculper Kerrick avec homicide volontaire. 
Le 27 janvier, un deuxième grand jury a mis Kerrick en accusation d'homicide volontaire. 
Le 21 août 2015, un juge du 26e district a déclaré le procès nul après le blocage du jury, avec huit jurés d'un côté et quatre de l'autre.  Le procureur général de Caroline du Nord, Roy Cooper, a déclaré que l'État ne réessayerait pas Kerrick  . 
Le 14 mai 2015, la ville de Charlotte a réglé une poursuite distincte avec la famille de Ferrell pour 2,25 millions de dollars,. 

## Réaction
Le 21 août 2015, après la déclaration en annulation, les manifestants sont descendus dans les rues de Charlotte. Plusieurs quartiers de la ville ont été fermés en conséquence et deux personnes ont été arrêtées. 
Le 2 octobre 2015, Kerrick a démissionné des forces de police.